# 1756 год в музыке

## События
- Кристоф Виллибальд Глюк посвящён в рыцари папой римским Бенедиктом XIV.
- Иоганн Христиан Бах переезжает в Италию.

## Классическая музыка
- Йозеф Гайдн — Первый концерт для фортепиано с оркестром Concerto No. 1 in C, Hob. XVIII/1

## Опера
- Паскаль Кафаро — La disfatta di Dario
- Бальдассаре Галуппи — Idomeneo
- Пьер ван Мальдер — Le Déguisement pastorale
- Жан-Филипп Рамо — Zoroastre
- Антонио Саккини — Fra Donato

## Родились
- 27 января — Вольфганг Амадей Моцарт, австрийский композитор, капельмейстер, скрипач-виртуоз, клавесинист, органист (ум. в 1791).
- 7 мая — Томас Линли-младший[англ.], английский композитор, сын композитора Томаса Линли-старшего[англ.] (умер 14 февраля 1778).
- 13 мая — Войцех Живный, польский пианист, композитор и музыкальный педагог чешского происхождения, первый учитель Фридерика Шопена (ум. в 1842).
- 20 июня — Йозеф Мартин Краус, немецкий композитор (ум. в 1792).
- 9 сентября — Кристофер Кристиан Карстен, шведский оперный певец-тенор (ум. в 1827).
- дата неизвестна — Жозефина-Розали Валкиерс[англ.], композитор из Австрийских Нидерландов (ум. в 1837).

## Умерли
- 25 января — Кристиан Фатер[нем.], немецкий мастер органов и клавесинов (род. в 1679).
- 16 апреля — Джакомо Антонио Перти, итальянский барочный композитор (род. в 1661).
- 15 апреля — Иоганн Готлиб Гольдберг, немецкий клавесинист и композитор (род. в 1727).
- 18 августа — Эрдманн Ноймайстер[нем.], немецкий лютеранский теолог, поэт и автор гимнов (род. в 1671).
- 19 сентября — Йозеф Антонин Шехлинг[чеш.], богемский скрипач и композитор периода барокко (род. в 1710).
- 3 октября –  Уильям Макгиббон, шотландский композитор и скрипач (род. в 1690).
- Дата неизвестна — Риккардо Броски, итальянский барочный композитор (род. 1668).